# Murashkoïta
La murashkoïta és un mineral. Rep el seu nom en honor del mineralogista rus Mikhail Nikolaevich Murashko.

## Característiques
La murashkoïta és fosfur de ferro(III) de fórmula química FeP. Va ser aprovada com a espècie vàlida per l'Associació Mineralògica Internacional l'any 2012. Cristal·litza en el sistema ortoròmbic.

## Formació i jaciments
La murashkoïta va ser descoberta a la Formació Hatrurim (desert del Nègueb, Israel). També ha estat trobada a Jordània i Polònia.